# Sonia Petrovna
Sonia Petrovna (13 de enero de 1952 en París) es una bailarina y actriz de cine, teatro y televisión francesa. Entre los seis y los catorce años estudió danza en el Ballet de la Ópera de París. Entre sus créditos en cine destacan participaciones en películas como La prima notte di quiete junto al actor francés Alain Delon y Ludwig junto a Helmut Berger y Romy Schneider, ambas en 1972.

## Filmografía seleccionada
- Adolescence (1966)
- Le feu sacré (1972)
- La prima notte di quiete (1972)
- Ludwig (1972)
- Di mamma non ce n'è una sola (1974)
- Amore (1974)
- Un hombre como los demás (1974)
- D'Annunzio (1985)
- Les nouveaux tricheurs (1987)
- La posta in gioco (1988)
- Da domani (1989)
- Obbligo di giocare - Zugzwang (1989)
- Innocence (II) (2004)

## Televisión

### Francia e Italia
- The Legendary Life of Ernest Hemingway (1988)
- Le prime foglie d'autunno (1988)
- La casa del sortilegio (1989)
- Due madri (1990)
- The Fatal Image (Meurtre en video) (1990)
- Le Signe du Pouvoir (1992)
- Il segno del comando (1992)
- Boulevard ossements (1993)
- "La crim'" Le sang d'une étoile (2001)
- Sous le soleil (2007)

### Estados Unidos
- Search for Tomorrow (09/1979 - 09/1980)
- The Edge of Night (09/1980 - 10/1981)
- The Greatest American Hero (series)
- Tucker's Witch (series)